# Democracy (videogioco)
Democracy è un videogioco di simulazione del governo sviluppato per la prima volta da Positech Games nel 2005, con un sequel pubblicato nel dicembre 2007 e un terzo gioco nel 2013. Il giocatore gioca come se fosse il presidente o il primo ministro di un governo democratico. Il giocatore deve introdurre e modificare le politiche in sette aree: tasse, economia, welfare, politica estera, trasporti, legge e ordine e servizi pubblici. Ogni politica ha un effetto sulla felicità dei vari gruppi di elettori, oltre a influenzare fattori come la criminalità e la qualità dell'aria. Il giocatore deve affrontare "situazioni", che sono tipicamente problemi come proteste per il petrolio o senzatetto, e deve anche prendere decisioni sui dilemmi che sorgono ogni turno.

## Sequel

### Democracy 2
Un sequel del gioco è stato pubblicato nel dicembre 2007, il quale, sebbene molto simile all'originale in termini di gameplay, differisce in quanto utilizza nazioni immaginarie. Presenta numerose nuove funzionalità, inclusi ministri di gabinetto, più dibattiti politici e dati statistici del mondo reale.

### Democracy 3
Nell'ottobre 2013 è stato pubblicato Democracy 3. Alla fine del 2015 Positech ha annunciato un'espansione per il gioco ambientata interamente in Africa, con un diverso modello di simulazione, musica e grafica intitolato Democracy 3: Africa.

### Democracy 4
Nel 2016 venne il quarto capitolo della serie, che aggiunge la possibilità di avere più partiti di opposizione, nuove politiche impartibili e l'introduzione del concetto di "debito".